# جيرهارد بلوم
جيرهارد بلوم (بالألمانية: Gerhard Jürgen Blum-Kwiatkowski)‏ (و. 1930 – 2015 م) هو فنان ألماني، ولد في البلنغ، توفي في هونفلد، عن عمر يناهز 85 عاماً.